# Astronomische Chronologie
Die astronomische Chronologie (kurz auch Astro-Chronologie) ist ein interdisziplinäres Fachgebiet zwischen der Chronologie und der Astronomie. Sie befasst sich einerseits mit den astronomischen Grundlagen des Kalenders und der Uhrzeit, andererseits mit der Datierung von früheren astronomischen bzw. historischen Ereignissen.
Wesentliche Hilfsmittel dabei sind die Kalenderrechnung, die Himmelsmechanik und die Archäoastronomie, ergänzt um fallweise Aussagen aus dem Bereich von Geschichte, Linguistik, Arithmetik, Physik, Geodäsie und anderer Geistes- oder Naturwissenschaften.

## Astronomische Grundlagen
Die fundamentalen Größen der Chronologie sind:
- Der Tag, genauer gesagt der „mittlere Sonnentag“. Demgegenüber ist der um rund 1/365 kürzere Sterntag – die eigentliche Rotationsdauer der Erde – nur für Astronomie, Geophysik und die Astrogeodäsie wichtig
  - gleichförmige Unterteilung des Tages in Stunden, Minuten und Sekunden
  - oder in dezimale Tagesbruchteile.
- Der synodische Monat (29,53 Tage, die Dauer des scheinbaren Mondzyklus)
- Das Jahr, insbesondere für alle Solarkalender das tropische Jahr, die Umlaufzeit der Erde um die Sonne im Bezug zum Frühlingspunkt.
- Die (leicht veränderliche) Schiefe der Ekliptik und (teilweise) die Präzessionskonstante.

### Tageslänge und wichtige Zeitskalen
Die Tageslänge ist nicht konstant, weil die Geschwindigkeit der Erdrotation allmählich abnimmt (derzeit um 0,002 Sekunden pro Jahrhundert). Dies veranlasste die Wissenschaftler, im 20. Jahrhundert spezielle Zeitmaße einzuführen, von denen hier vier erwähnt seien:
- Die Weltzeit wurde für das praktische Zusammenleben der Menschen auf der Welt koordiniert als UTC (für universal time, coordinated, in England auch GMT (für mittlere Greenwich Time) genannt). Sie richtet sich nach der Erdrotation und ihr wird alle 1–3 Jahre eine Schaltsekunde nachgestellt.
  - Der kleine Unterschied zur tatsächlichen Phase UT1 der Erdrotation heißt dUT1; diese Zeitdifferenz beträgt maximal 0,9 s und ist für die Chronologie (ebenso wie die Polbewegung) ohne Bedeutung.
- Die Ephemeridenzeit ET bezieht sich auf die sehr gleichmäßige Jahresbahn der Erde um die Sonne; sie wurde 1960 für Berechnungen im Sonnensystem eingeführt.
  - ET basiert auf der SI-Sekunde, die aus der mittleren Erdrotation von 1900 bis 1905 bestimmt wurde. Sie wurde 1984 von der Terrestrischen Zeit TT[1] abgelöst, die nahtlos aus ihr hervorging.
  - Infolge der Verlangsamung der Erdrotation ist die Differenz ΔT = TT–UT1 zwischen 1900 und heute (Stand Januar 2020) auf über 69 s angewachsen.[2] TT ist heute der koordinierten Weltzeit also um über eine Minute voraus.
  - Daher werden die Planetenbewegungen mit der gleichmäßigeren Dynamischen Zeit gemessen, die Angaben im Astronomischen Jahrbuch stehen in TT (frühere ET).
- Die Atomzeit bzw. französ. TA (Temps Atomique), international koordiniert zur TAI, basiert (wie alle heutigen Zeitsysteme) ebenfalls auf der SI-Sekunde und wird in Physik und Technik verwendet. Definitionsgemäß gilt seit 1984 TT − TAI = 32,184s, doch könnte sich dies einst aus atomphysikalischen Gründen geringfügig ändern.
- Die GPS-Zeit. Sie läuft seit 1980 ohne jede Schaltsekunde, sodass sie heute (Stand Januar 2020) der UTC um 18 Sekunden voraus ist.

### Kalender: Jahr und Monat
Weltweit existiert eine verwirrende Fülle verschiedener Kalendersysteme, die sich auf die Jahresbahn der Erde um die Sonne oder den Umlauf des Mondes beziehen. Ohne auf die Querverbindungen und historisch bedingten Verwicklungen näher einzugehen, kann festgestellt werden:
1. Im Alltag gilt fast weltweit der gregorianische Kalender, dessen Zählung auch in Kulturen mit eigenem Kalender verwendet wird;
2. Für Zeitpunkte vor dem 15. Oktober 1582 (dem Datum der letzten Kalenderreform) ist Vorsicht angebracht;
3. Die Historiker verwenden für Zeiten vor 1582 den altbekannten, proleptisch-julianischen Kalender der christlichen Ära, also ohne ein Jahr Null.
4. Für Astronomen wäre der gregorianische Kalender mit einem Jahr Null günstiger, doch sind seine Jahrhunderte 36.524 oder 36.525 Tage lang. Daher wird als Zeitskala eine fortlaufende Tageszählung ab −4712 (julianisches Datum = JD) verwendet. Darin hat beispielsweise der Mittag des 1. Januar 2006 die Tagesnummer JD = 2.453.737 (2,453737 Millionen Tage seit dem Jahresbeginn von 4713 v. Chr.). Bei langfristigeren Berechnungen – wie etwa der Präzession – wird meist in julianischen Jahrhunderten à 36.525 Tage gerechnet. Bei Berechnungen, die über JD 0 zurückreichen, ist aber wiederum Vorsicht geboten, da nicht alle Formelsätze für negatives julianisches Datum gültig sind.
5. Modifizierungen des julianischen Datums sind in der EDV weit verbreitet und bieten sich daher auch als kalendarisches Austauschformat an.

Das einzige, was dieses vermeintliche – aber für jedes Fachgebiet praktikable – „Durcheinander“ mildert, sind die durchgehenden Wochentage. Daher waren seit Jahrhunderten alle Versuche, das Jahr auf genau 52 Wochen (364 Tage mit 1–2 „wochenlosen“ Schlusstagen) zu reduzieren, oder gar eine 10-Tage-Woche einzuführen, zum Scheitern verurteilt.
An Kalendern, die für die Auswertung zeitgenössischer Quellen bedeutend sind, seien erwähnt:
- Die Solarkalender julianischer Kalender und gregorianischer Kalender
  - mit dem Problem des Jahres 1582
  - dem Problem des Epochensprungs: Das Jahr Null und die Christliche Ära (System des Dionysius Exiguus 525), die mit dem Jahr 754 Ab urbe condita beginnt
  - mit Bezug auf die Komputistik, also das Osterdatum und die Indiktion
- Der jüdische Lunisolarkalender und der islamische Lunarkalender
- Altrömischer Kalender, griechische Kalendersysteme, Ägyptischer Kalender, Babylonischer Kalender

Siehe hierzu auch: Liste der Kalendersysteme

### Präzession und Nutation
Siehe Nutation (Astronomie)

## Geschichtliche Quellen der astronomischen Chronologie
Weltweit gibt es eine große Anzahl astronomisch genützter Bauwerke der Vorgeschichte, die sich für Zwecke der Chronologie verwenden lassen. Zu ihnen gehören unter anderem:
- Steinzeitliche Menhire (siehe auch Stonehenge, Steinkreise usw.)
- Tempelbauten der Maya und anderer Völker des alten Südamerika
- Chinesische Chroniken (seit etwa 2000 v. Chr.)
- Sternwarten im alten Indien und China
- Altägyptische Pyramiden, babylonische Ziggurate u. ä.

Wesentliche Hilfsmittel sind die Ausrichtung der Bauwerke nach (damaligen) Himmelsrichtungen, nach Auf- und Untergangspunkten der Sonne und heller Gestirne, der Zusammenhang zwischen allfälligen bildlichen Darstellungen und ihrem Ort bzw. der Entstehungszeit, und vieles mehr.
Des Weiteren sind Funde und Chroniken anzuführen, deren Inhalt sich mit Phänomenen am Sternhimmel korrelieren lassen:
- babylonische Keilschrifttafeln, ägyptische Papyri
- sehr viele Zeugnisse aus der griechischen und römischen Antike
- sowie aus dem Mittelalter (Arabien, Frankenreich usw.)
- Berichte von Expeditionen, Schiffsreisen und ähnliches.

Hier ist es im Regelfall leichter, die Zusammenhänge des geschilderten Phänomens mit der Beobachtungszeit und/oder der Position des Beobachters herzustellen.
Siehe hierzu auch: Sphärische Astronomie, Astronomische Phänomenologie, Bahnbestimmung.

## Wichtige astronomische Phänomene der Vorzeit
Nur selten sind in Chroniken – die im Orient bis etwa 4000 v. Chr. zurückreichen – allgemeine astronomische Tatsachen enthalten. Häufiger ist es, dass besondere Erscheinungen Anlass für eine Eintragung sind. Zu ihnen gehören:
- Sonnenfinsternisse (insbesondere totale)
- Mondfinsternisse (weniger Berichte)
- Seltene Konstellationen (z. B. die große Konjunktion zwischen Jupiter und Saturn, siehe Stern von Betlehem)
- Das Erscheinen von hellen Kometen
- Das plötzliche Auftauchen einer Supernova oder einer nahen Nova
- Das Zusammentreffen astronomischer Phänomene mit politischen Ereignissen (Krieg, Erdbeben, Königskrönung usw.)

Siehe hierzu auch: Kategorie:Astronomisches Ereignis

## Methoden der astronomischen Chronologie
Die Methodik der astronomischen Datierung hängt eng mit den Möglichkeiten zusammen, die Bewegungen der Himmelskörper genau genug in die Vergangenheit zurück zu rechnen. Damit kommen mehrere Fachgebiete ins Spiel:
- Die Himmelsmechanik (Bahnberechnung aus vorhandenen oder zu schätzenden Bahnelementen)
- Die Astrogeodäsie (Ortsbestimmung aus Zeit- und Richtungsbeobachtungen)
- Die Archäologie (z. B. für kulturelle Zusammenhänge)
- Die Physik und die Geophysik (z. B. für Analysen des früheren Magnetfeldes)
- Die Metrologie (für frühere Maße und Messmethoden).

Wichtige Berechnungsmethoden der klassischen Chronologie sind in der Fachliteratur beschrieben, beispielsweise im Werk von
Paul Ahnert (siehe unten).

## Beispiele
Im Folgenden wird der weite Bereich der Astrochronologie an zwei extremen Beispielen demonstriert:
- Einer im alten Babylon beobachteten Sonnenfinsternis, die gute Werte für die damalige Erdrotation ergab.
- Eine simulierte Begegnung und Durchdringung zweier Galaxien, die Methoden numerischer Verfahren für Modellierungen veranschaulicht.

Zu weiteren Beispielen, die in anderen Artikeln in der Wikipedia ausführlich dargestellt werden, siehe auch:
- Der Stern von Betlehem: Die nähere Datierung von Christi Geburt unter der Voraussetzung, dass der Stern der Weisen eine enge Begegnung von Jupiter und Saturn war.
- Die Himmelsscheibe von Nebra: Eine etwa 3600 Jahre alte Bronzescheibe mit offensichtlich astronomischem Bezug.

### Sonnenfinsternis von 136 v. Chr.
Mesopotamische Chroniken verzeichnen eine totale Sonnenfinsternis am 15. April 136 v. Chr., deren Zentrallinie genau über Babylon verlief. Der Fall ist darum interessant, weil er von der Verschiebung des Frühlingspunkts im Zyklus der Präzession unabhängig ist. Die sehr verlässlichen Daten erlauben, die Geschwindigkeit der Erdrotation über zwei Jahrtausende in die Vergangenheit zu extrapolieren.
Wenn man mit den heute gültigen Bahnelementen der Erde und des Mondes und der jetzigen Achsdrehung zurückrechnet, erhält man eine Finsternislinie durch Mallorca. Die 4000 km zum tatsächlich verfinsterten Babylon sind Ausdruck der Tatsache, dass sich die Erdrotation seither um etwa 1/30 Sekunde verlangsamt hat. Weil sich dies mit jedem der fast 800.000 Tage aufsummiert, resultieren 3¼ Stunden. Die früher rascher rotierende Erde bewirkt, dass der Mondschatten nicht vor Spanien, sondern bereits im Orient auf die Erdoberfläche traf. Im Durchschnitt verlangsamte sich die Erddrehung um ein bis zwei Millisekunden pro Jahrhundert.

### Computergestützte Modelle und Simulationen
Mit den modernen Mitteln der Computertechnik – wie Computersimulation, numerische Integration, Gleichgewichts- und andere Modellrechnungen – lassen sich viele Phänomene genauer (und auch schneller) zurückrechnen als mit den klassischen, mathematisch strengen Formeln der Physik oder der Himmelsmechanik.

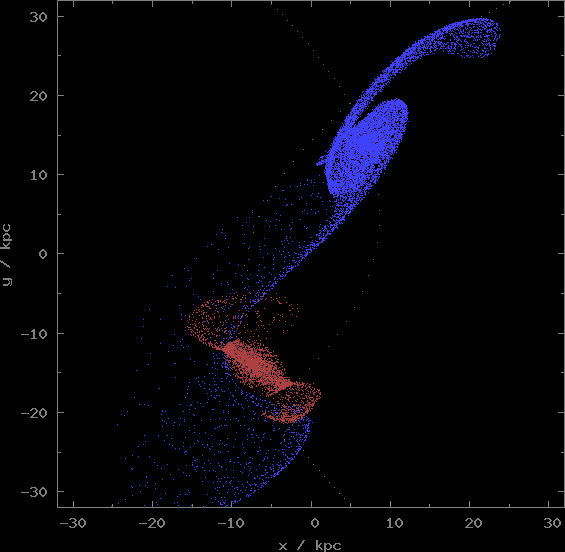
Simulationsrechnung: Begegnung und Wechselwirkung zweier Galaxien

Als Beispiel sei das Teilbild einer Simulation gezeigt, bei der die Begegnung zweier Galaxien und ihre Folgen aus der gegenseitigen Gravitation berechnet wurden. Hier geht es nicht um Jahrtausende, sondern um Jahrmillionen. Das Bild stammt aus dem Artikel „Extragalaktische Objekte“ und demonstriert, wie die Milliarden Sterne der zwei Spiralnebel zwar aneinander vorbeifliegen, aber nachher doch ein gemeinsames System bilden dürften.
Probleme solcher Simulationen sind unter anderem:
- Die Wahl von möglichst realistischen Ausgangsdaten
- Die Feinheit des Modells (konkret: wie viel Sterne werden zu jeweils einer Gruppe zusammengefasst). Ist es zu grob, leidet die Aussagekraft, umgekehrt steigt die Rechenzeit ins Ungeheure
- Die Schrittweite in der Zeit. Ist sie zu kurz, wird zwar der einzelne Schritt genauer, doch die Rechenzeit steigt und die Rundungsfehler über die Jahrmillionen nehmen zu.
- Vernachlässigte Wechselwirkungen (z. B. thermisch, relativistisch), unbekannte Dunkle Materie etc.

Auf ähnliche Art werden auch Simulationen im Sonnensystem berechnet – beispielsweise für Sternbedeckungen, Finsternisse und Planeten-Konstellationen.

### Körper des Sonnensystems
- Astronomische Objekte
- Polbewegung, Epoche
- Sternbedeckungen durch den Mond und (selten) durch Planeten
- Venusdurchgang, Sonnenflecken und Polarlichter
- Planetenschleife, Heliakischer Aufgang, Kalendarium
- Planetarium, Sonnenuhr, Messgerät
- Meteorstrom, Meteoritenfall

### Verschiedenes
- Altes Testament, Bibel, Veden
- Mythen und Sagen
- Navigation, Seekarten und Reiseberichte
- Sternkarte, Ephemeride
- Entwicklungs- und andere Modellierung von Himmelskörpern
- Supernovae und ihre Entwicklung zu planetarischen Nebeln
- Kosmologie, Paläontologie
- Gyrochronologie